# Firas Ben Larbi
Firas Ben Larbi (arabisch محمد فراس بالعربي; * 27. Mai 1996) ist ein tunesischer Fußballspieler.

## Karriere

### Klub
Er startete seine Karriere in der Jugend der AS Marsa, wo er Anfang 2014 fest in die erste Mannschaft wechselte. Zur Spielzeit 2016/17 wechselte er dann weiter zum CA Bizertin, wo er für zwei weitere Spielzeiten verblieb. Anschließend führte er seine Karriere ab der Runde 2018/19 bei der ES Sahel weiter fort. Von hier wurde er für die Saison 2020/21 in die VAE zum al-Fujairah SC verliehen. Seit der Saison 2021/22 steht er nun fest in den VAE beim Adschman Club unter Vertrag.

### Nationalmannschaft
Seinen ersten bekannten Einsatz für die tunesischen A-Nationalmannschaft hatte er am 21. September 2019, bei einem 1:0-Sieg über Libyen, während der Qualifikation für die Afrikanische Nationenmeisterschaft 2020, wo er in der 68. Minute für Mohamed Ali Moncer eingewechselt wurde. Aufgrund seines Wechsels ins Ausland war er bei der Endrunde dann aber nicht mehr dabei. Sein nächstes Turnier war schließlich der FIFA-Arabien-Pokal 2021, wo er in jeder Partie zum Einsatz kam.